# Stefan Chmura
Stefan Chmura (ur. 21 grudnia 1894 w Nowym Targu, zm. 5 lipca 1916 pod Kościuchnówką) – podporucznik Legionów Polskich, działacz niepodległościowy, kawaler Orderu Virtuti Militari.

## Życiorys
Urodził się 26 grudnia 1894 w Nowym Targu jako syn Wojciecha i Wiktorii z d. Mrugała. Uczęszczał do gimnazjum w rodzinnym mieście. Należał do Drużyn Podhalańskich, a od 1913 r. do Polskich Drużyn Strzeleckich.
Po wybuchu I wojny światowej razem z członkami swojego oddziału przeszedł do Krakowa do tworzących się Legionów. Został przydzielony do 1 pułku piechoty Legionów. Po utworzeniu w grudniu 1914 roku 5 pułku piechoty został do niego przeniesiony i został mianowany zastępcą dowódcy plutonu.
3 czerwca 1915, po bitwie pod Konarami, został mianowany na stopień podporucznika piechoty. Objął także dowództwo plutonu, w którym służył. W 1915 jako ekstern złożył maturę w nowotarskim gimnazjum . Poległ 5 lipca 1916 w czasie ataku na Polską Górę w czasie bitwy pod Kostiuchnówką (według innej wersji został ciężko raniony i wzięty do niewoli rosyjskiej, gdzie tego samego dnia zmarł).

## Ordery i odznaczenia
- Krzyż Srebrny Orderu Wojskowego Virtuti Militari nr 6463 – pośmiertnie, 17 maja 1922[3][4][5]
- Krzyż Niepodległości – 19 grudnia, 1930 „za pracę w dziele odzyskania niepodległości”[6]